# شرلوک ۵۰۴۹
سیارک ۵۰۴۹ (به انگلیسی: 5049 Sherlock، نامگذاری:1981VC1) پنج هزار و چهل و نهمین سیارک کشف شده‌است که در ۲ نوامبر ۱۹۸۱ کشف شد.
قدر مطلق سیارک برابر ۱۳٫۶۰ است.